# Bandidus hyalinus
Bandidus hyalinus är en insektsart som först beskrevs av Tillyard 1916.  Bandidus hyalinus ingår i släktet Bandidus och familjen myrlejonsländor. Inga underarter finns listade i Catalogue of Life.